# 艾氏坦干伊喀麗魚
艾氏坦干伊喀麗魚，為輻鰭魚綱鱸形目隆頭魚亞目慈鯛科的其中一種，分布於非洲坦干伊喀湖北部流域，為特有種，體長可達7公分，棲息在湖泊沿岸礫石底質水域，以甲殼類為食，生活習性不明，可作為觀賞魚。